# ضفدع هويا
ضفدع الهويا (الاسم العلمي:Huia) هو جنس من الحيوانات يتبع فصيلة الضفادع الحقيقية من رتبة البتراوات.

## أنواع الضفدع الهويا
- ضفدع هويا مثقوب الرأس
- ضفدع هويا اليعبوبي
- ضفدع هويا الأسود
- ضفدع هويا الموديلياني
- ضفدع هويا السومطري